# 利寅
利寅（1870年—1954年），字寿峰，广东花县（古称小㘵村，现广州市花都区花山镇新和村）人，著名农业化学家、教育家，华南农业大学创校先驱之一，是国立中山大学及其农学院的创办人之一。
1904年，利寅受公派留学英国伦敦大学，专攻化学与农业化学。1907年，利寅在法国巴黎发起创立中国化学会欧洲支会，这是中国历史上第一个化学学术组织。
1908年学成归国后，利寅被任命为广东实业厅厅长，但上任几天后因“无一实业能够举办，正是尸位素餐，问心有愧”辞职。后来，利寅参与筹办了广东全省农事试验场及附设农业讲习所，并担任化学技师和首席教授。1912年任利寅高等农林讲习所所长。1917年，高等农林讲习所改建为广东公立农业专门学校，利寅任农业化学系首任系主任。1919年，利寅创办“东山火柴厂”，打破了外国火柴在中国的垄断地位。1923年，改农业专门学校为广东农科大学。1924年，国立广东大学创立，利寅任农艺化学系主任。
利寅毕生从事农业化学教学和科研工作，发表了多篇著作，包括《定量分析化学》、《土麦制酱之特别良效》、《制造酱油之卫生研究》等。他还在化学命名方面做出了重要贡献，提出了醇、醛、酮等化合物的中文命名方法。
退休后，农学院改聘利寅为不分系教授，讲授化学课程。
华南农业大学校内保留有利寅当年的住宅，这是国立中山大学农学院（华南农业大学前身）在1938年为表彰他的功德而专门修建的教授楼“敬献居”，邹鲁校长亲笔石刻。利寅是广东省唯一受校长赠予住宅的教授，前校长戴季陶为其住宅捐资3000元以贺其任职28年。华南农业大学杀虫植物标本园内有利寅雕像。
新中国成立后，他动员儿女参军，利寅儿子利国真（后改名利志超）和女儿利淑英都为革命事业英勇献身。利淑英是广东花县（现花都）花果山烈士陵园中最年轻的烈士。